# فیل‌کش
فیل‌کش یک کوه در رشته‌کوه هندوکش و در ولایت فراه کشور افغانستان است.